# Wünnewil-Flamatt
Wünnewil-Flamatt is een gemeente in het Zwitserse kanton Fribourg en maakt deel uit van het district Sense.
Wünnewil-Flamatt telt 5.558 inwoners en heeft een oppervlakte van 13,2 km².

## Geboren
- Marco Schneuwly (27 maart 1985), voetballer
- Christian Schneuwly (7 februari 1988), voetballer